# يوهان بابتيست إمانويل بوهل
يوهان بابتيست إمانويل بوهل (1782-1834) (بالإنجليزية: Johann Baptist Emanuel Pohl)‏ هو عالم نبات نمساوي.